# Liste der Mitglieder des Landtages (Freistaat Anhalt) (5. Wahlperiode)
Diese Liste gibt einen Überblick über alle Mitglieder des Landtages des Freistaates Anhalt in der 5. Wahlperiode (1928–1932).

## Mitglieder
| Name                       | Partei   | Bemerkung |
| -------------------------- | -------- | --------- |
| Wilhelm Berenbruch         | DVP      |           |
| Erich Besser               | KPD      |           |
| Emil Brinkmann             | SPD      |           |
| August Burau               | AHB      | seit 1931 |
| Heinrich Deist             | SPD      |           |
| Werner Eisenberg           | DVP      |           |
| Frieda Fiedler             | SPD      |           |
| Fritz Friesleben           | NSDAP    | seit 1931 |
| Noeme Georgs               | DVP      | bis 1930  |
| Robert Günther             | AHB      | bis 1931  |
| Max Günther                | SPD      |           |
| Friedrich Heine            | DNVP     | seit 1930 |
| Friedrich Gustav Herrmann  | Landbund |           |
| Heinrich Jericke           | DNVP     | bis 1930  |
| Gustav Jeuthe              | SPD      |           |
| Alfred Kettig              | KPD      |           |
| Paul Kmiec                 | KPD      |           |
| Otto Körting               | SPD      |           |
| Hermann Kostitz            | SPD      |           |
| Walter Kraatz              | Landbund |           |
| Paul Kuhlmann              | DVP      |           |
| Paul Liesau                | AHB      | seit 1931 |
| Adolf Linke                | SPD      |           |
| Friedrich Wilhelm Loeper   | NSDAP    |           |
| Willy Lohmann              | DDP      |           |
| Albert Marzahn             | AHB      | bis 1931  |
| Hermann Mathias            | DDP      |           |
| Max Ohland                 | SPD      |           |
| Richard Paulick            | SPD      |           |
| Heinrich Peus              | SPD      |           |
| Karl Pötsch                | DNVP     |           |
| Johannes Rammelt           | DVP      |           |
| Heinrich Rohlfs            | Landbund |           |
| Hubert Schumann            | DVP      | seit 1930 |
| Ludwig Sinsel              | SPD      |           |
| Karl Speckhardt            | SPD      |           |
| Wilhelm Theuerjahr         | SPD      |           |
| August Trautewein          | SPD      |           |
| Wilhelm Voigt              | SPD      |           |
| Wilhelm Walter             | WP       |           |
| Ernst Weber                | DDP      |           |
| Karl Zweck von Zweckenburg | DVP      |           |